# Robert Bell (piloto)
Robert "Rob" Bell (Newcastle upon Tyne, Inglaterra, 30 de abril de 1979) es un piloto de automovilismo británico.

## Carrera deportiva
Bell terminó quinto en la Fórmula Renault 2.0 Británica en 2002, al que siguió con otro quinto lugar en la Eurocopa de Fórmula Renault V6 en 2004. Después de eso, Bell recurrió a las carreras de GT, donde obtuvo un gran éxito en la última parte de la primera década de la década de 2000. Ganó en 2007 y 2008, en ambas ocasiones en solitario, ya que sus copilotos cambiaron a lo largo de los años.